# Sant Llorenç Savall
Sant Llorenç Savall är en kommun i Spanien.   Den ligger i provinsen Província de Barcelona och regionen Katalonien, i den östra delen av landet, 500 km öster om huvudstaden Madrid. Antalet invånare är 2 417. Arean är 41 kvadratkilometer. Sant Llorenç Savall gränsar till Granera, Gallifa, Caldes de Montbui, Sentmenat, Castellar del Vallès, Matadepera och Mura. 
Terrängen i Sant Llorenç Savall är varierad.